# Espânia
A província da Espânia (em latim: Provincia Spaniae) foi uma província do Império Romano do Oriente entre os séculos VI e VII. A província, a mais ocidental das constituintes do império ao longo da sua história, foi formada como parte das campanhas militares de Justiniano I, "o Grande" nos seus esforços por restaurar o Império Romano do Ocidente. Seu território incluía uma zona do sudeste da Península Ibérica tomada ao Reino Visigótico e as Baleares que fizeram parte do desaparecido Reino Vândalo. A cidade de Septe (atual Ceuta), embora também pertencesse ao Reino Visigótico, foi incluída na província de Mauritânia Segunda.

## Fontes

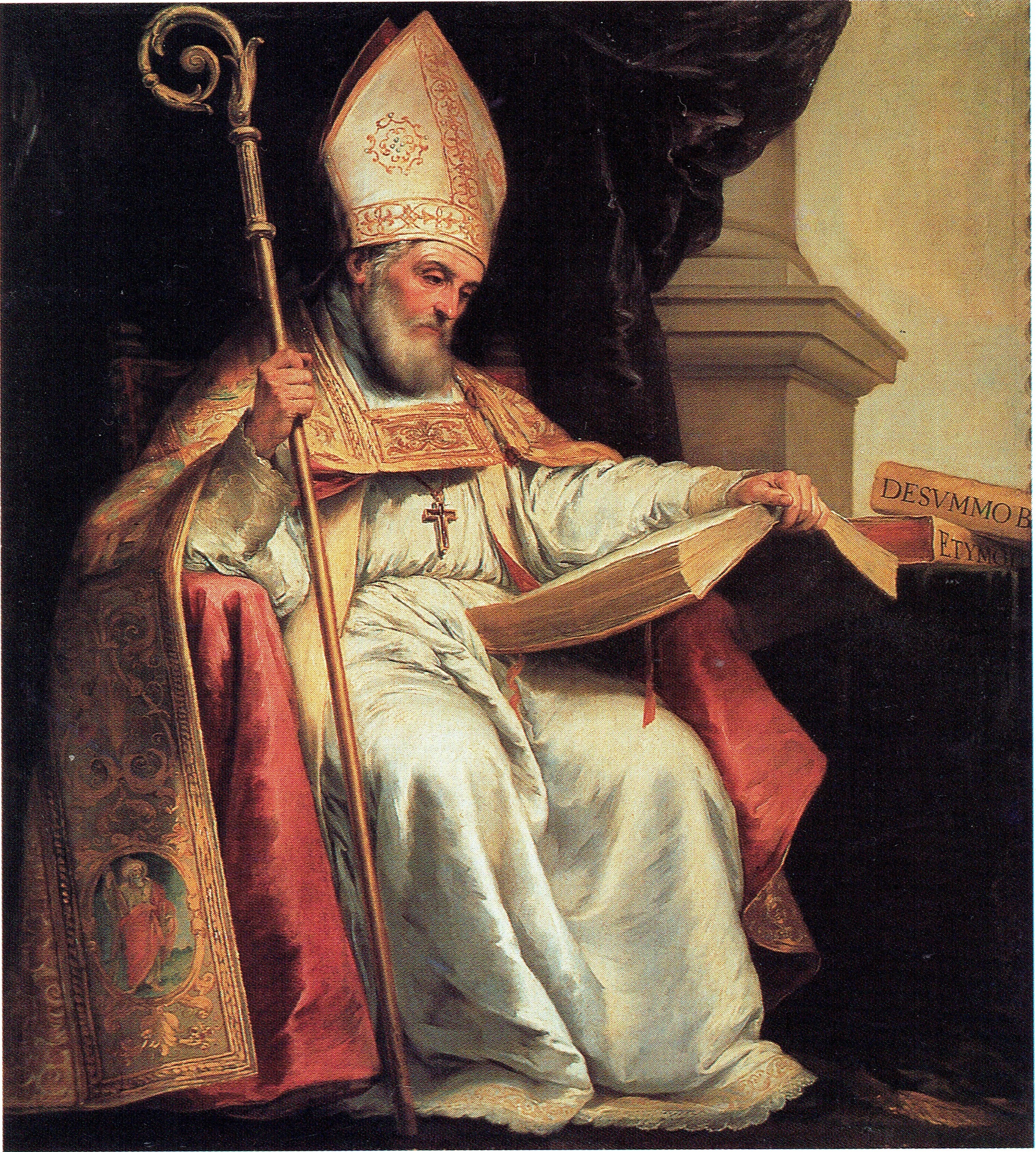
Isidoro de Sevilha, autor da Historia Gothorum, uma das fontes para este período

## Contexto histórico

### Conquista e estabelecimento da província

Espânia em sua maior extensão, na época de sua fundação

Espânia em 586, depois das conquistas de Leovigildo (datas das conquistas no mapa)

Hispânia Visigótica em 700.

No Império Bizantino, o imperador Justiniano empreendia uma campanha para conquistar territórios antes sob domínio do Império Romano do Ocidente. Já por volta de 546 um exército bizantino derrotara Têudis na disputa por Ceuta, que era uma cabeça de ponte importante para o plano do imperador bizantino Justiniano I de reconquistar a Hispânia, após a recuperação das províncias do antigo Império Romano na África (533) e na Itália, conquistada aos Ostrogodos em 554.
Segundo Isidoro de Sevilha, em 552 foi assinado um pacto entre o nobre visigodo Atanagildo e Justiniano I, pelo qual o primeiro solicitava ajuda militar para combater o seu rival o rei visigodo Ágila I. Não está claro em que consistiu o pacto, embora fosse possível que se acordasse a cessão de territórios costeiros, de alto interesse político-econômico para o Império Bizantino.
Nesse ano as tropas bizantinas desembarcaram em Gades (atual Cádis) e em Cartago Nova (atual Cartagena) ocupando outras importantes cidades costeiras e continuando o seu avanço para o interior.
A ocupação foi favorecida pela debilidade política e econômica dos visigodos nas antigas províncias romanas Cartaginense e Bética, que eram dominadas majoritariamente por terratenentes hispano-romanos hostis à dominação visigoda, e com uma população fortemente romanizada, sendo a cidade de Córduba (Córdova) um importante bastião de rebeldia.
Após o fim da conquista da Itália, Justiniano abordou uma possível conquista de toda a Península Ibérica, para o que enviou reforços às suas bases no litoral levantino da Hispânia, desembarcando um notável contingente armado em Cartagena, que avançou até Baza e outro em Malaca (moderna Málaga), que se internou até Sevilha e talvez até Emerita Augusta (Mérida). Contudo, Ágila foi assassinado em 555, com o qual os visigodos uniram-se em torno de Atanagildo e derrotaram o exército bizantino, impedindo que ligassem os dois corpos de exército.
O rei visigodo obrigou os bizantinos a se retirarem para as cidades costeiras já conquistadas, nas quais foi estabelecida a província bizantina da Espânia, que compreendia também as Baleares. A sua capital pôde ser estabelecida quer em Málaga ou em Cartagena, e a sua administração correspondeu a um mestre dos soldados da Espânia (magister militum Spaniae), com poder civil e militar. A partir de então foi estabelecida uma paz na zona que se prolongou até a morte do imperador Justiniano em 565.

## A reconquista visigoda
As tropas bizantinas na Espânia não eram numerosas, devido às guerras mantidas pelo Império Bizantino em outras regiões. Esta escassez de tropas fez com que os bizantinos se fortificassem nas cidades que ocuparam, deixando o terreno aberto para os visigodos, começando assim um período de esporádicas lutas, sem resultados para ambos os bandos.
O imperador Justiniano faleceu em 565 e o rei Atanagildo em 567. Foram sucedidos por Justino II, sobrinho do imperador, e o rei Liúva I, respectivamente. O rei Liúva I associou ao trono o seu irmão Leovigildo,  falecendo em 572 e ficando Leovigildo como rei. Com ele começaria o fim da província da Espânia. O reinado deste monarca esteve cheio de conflitos militares, políticos e religiosos, que com habilidade conseguiu superar, conseguindo ademais conquistar uma boa parte da província da Espânia.
Desde 565, Atanagildo e os seus sucessores, Liúva I e Leovigildo foram acossando com sucessivas campanhas o poder bizantino, que se viu finalmente relegado às cidades do litoral. No fim do reinado de Recaredo I, nos últimos anos do século VI, os visigodos sofreriam algumas derrotas, segundo Isidoro de Sevilha, e Bizâncio conseguiu tomar outras praças interiores, talvez nas atuais províncias de Múrcia e de Almeria.

## O fim da província
Contudo, no balanço de ininterrompidas campanhas que se sucedem desde o reinado de Viterico (r. 603–610), a província imperial bizantina foi perdendo terreno progressivamente. O seu sucessor visigodo, Gundemaro, atacou também Bizâncio durante o seu breve reinado sem muita fortuna. Sisebuto, rei desde 611, empreendeu duas campanhas com resultados favoráveis: aparentemente caiu Málaga, pois no II Concílio Visigodo de Sevilha celebrado em 619 esteve presente o bispo da importante cidade costeira. No ano seguinte foi destruída Cartagena.
O inicial apoio dos hispano-romanos ao Império Bizantino foi-se virando para os sucessivos reis visigodos, já convertidos ao catolicismo desde 589, apurando assim a conquista de territórios da província da Espânia até 624, quando durante os reinados do visigodo Suíntila e do imperador Heráclio, os bizantinos abandonam definitivamente os seus últimos estabelecimentos nas cidades da zona do estreito que ainda conservavam.

## A extensão da província
A extensão territorial da província bizantina da Espânia ainda é desconhecida. Há evidências da ocupação de Málaca e Cartago Espartária (as atuais Málaga e Cartagena). Também se sabe que Assidona (Medina-Sidonia) e Sagôncia foram recuperadas pelos visigodos de mãos bizantinas. A respeito de Basti (Baza), Juan de Biclaro afirma que Leovigildo 
"devastou locais que pertenciam às cidades de Baza e Málaga, após rejeitar os soldados bizantinos", o qual é interpretado como que Leovigildo devastou o território de ambas as cidades que eram ocupadas pelos bizantinos.
Assim, as únicas cidades que com certeza estiveram sob ocupação bizantina são as mencionadas Malaca (Málaga), Cartago Espartária (Cartagena), Assidona (Medina-Sidonia), Sagôncia (Gigonza) e Basti (Baza).
As tropas de Justiniano ocuparam uma parte importante das províncias da Bética e da Cartaginense e controlaram toda a costa compreendida entre Cartagena e a desembocadura do Guadalete. A parte mais discutida é a extensão da província para o interior. Um ponto chave da discussão é a ocupação de Córduba (Córdova). A cidade estava em rebeldia contra Ágila e muitos historiadores assumem a sua ocupação pelas tropas de Justiniano e até mesmo alguns consideraram-na a primeira capital da província bizantina.
Devido a esta falta de evidência histórica, cada autor oferece a sua própria interpretação da extensão da zona ocupada. Assim Orlandis considera que a faixa costeira ocupada era "compreendida entre a desembocadura do Guadalete e o norte de Cartagena" enquanto dá como improvável a possível ocupação de Córdova e de Sevilha. Norwich afirma que controlaram toda a área a sul de uma linha imaginária entre Gades (atual Cádis) e Valentia (atual Valência) e assume que isto inclui a ocupação de Córduba. F. García de Cortázar amostra um mapa (ver ilustração) no qual a zona costeira ocupada se estende aproximadamente entre as atuais Portimão (no Algarve ) e Alicante, enquanto para o interior inclui Córdova e Sevilha.

## Administração

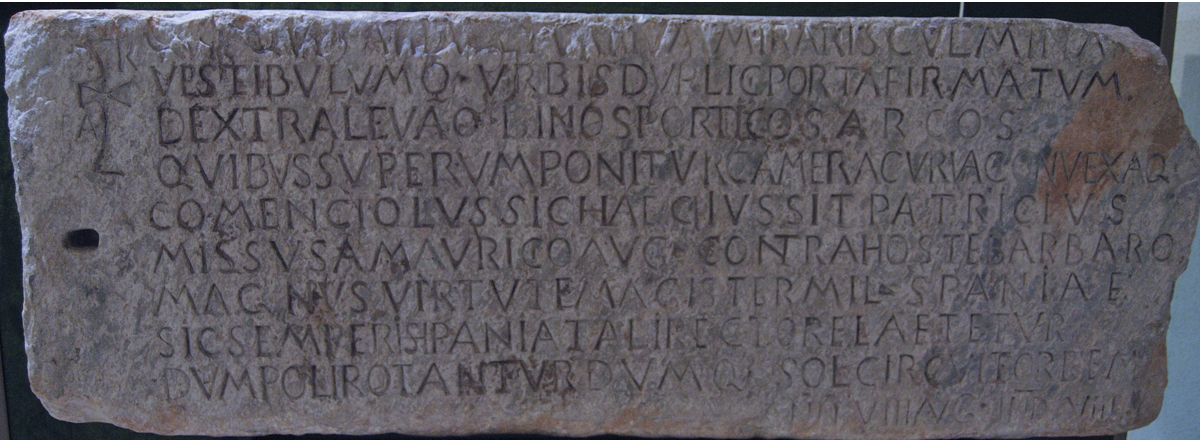
Lápide de Comencíolo no Museu Arqueológico de Cartagena

A cidade de Cartago Nova (atual Cartagena), que fora saqueada e destruída pelos Vândalos em 425, foi reconstruída, re-amuralhada, renomeada como "Cartago Espartária", ou Justina, e designada como capital provincial. A cidade foi posta sob comando de um governador com a categoria de mestre dos soldados da Espânia. Principal testemunho da reconstrução da cidade é a lápide de Comencíolo que se colocou sobre as portas da entrada da cidade e atualmente encontra-se no Museu Arqueológico Municipal de Cartagena.